# Achille Ginnasi
Achille Ginnasi (Castel Bolognese, 1553 – Carpentras, 4 marzo 1594) è stato un presbitero italiano della Chiesa cattolica; protonotario apostolico, nominato nel 1593 governatore del contado Venassino da Clemente VIII.

## Famiglia
Nacque a Castel Bolognese nel 1553, sesto dei sette figli avuti dal conte  Francesco, esponente della nobiltà locale e stimato archiatra alla corte papale, dalla moglie Caterina Pallantieri, sorella di monsignor Alessandro Pallantieri influente uomo politico alla Corte papale, poi Governatore di Roma. Suo fratello maggiore era il cardinale Domenico Ginnasi (1550-1639).

## Biografia
Terminati i suoi studi umanistici, teologici e anche di medicina a Bologna, insieme ai suoi fratelli, raggiunse a Roma i genitori dove il padre Francesco godeva di grande stima presso la corte papale presieduta dal conterraneo papa Gregorio XIII che già conosceva la famiglia della madre quando ancora era cardinale.
Queste importanti relazioni della famiglia furono determinanti per affidargli l'onere e l'onore di dirimere cause anche gravissime per conto della Chiesa di Roma nella sua veste di protonotario apostolico.
Come conseguenza dei buoni servigi prestati Achille Ginnasi fu nominato nel 1593 governatore del contado Venassino da papa Clemente VIII. Ristabilì la pace e l'ordine nel territorio, ma morì improvvisamente il 4 marzo 1594, all'età di 41 anni in circostanze non chiare. 
Gli abitanti di Carpentras, allora capitale del contado, parteciparono al lutto  "con grande dolore di tutti" come recita la lapide sul suo monumento funebre.
È sepolto nella cattedrale di Carpentras, dedicata a Saint Siffrein, ove si conserva il monumento funerario fatto edificare dal fratello cardinale Domenico Ginnasi.